# Phare de Luarca
Le phare de Luarca (Faru de Ḷḷuarca) en asturien) est un phare situé sur Punta Focicón, dans la paroisse civile de Luarca de la commune de Valdés , dans la province des Asturies en Espagne.
Il est géré par l'autorité portuaire d'Avilés.

## Histoire
Le phare a été mis en service le 15 novembre 1862. Il a été érigé dans l'enceinte d'un ancien monastère fortifié du 14e siècle dont les moines ont entretenu des feux de signalisation jusqu'au 17e siècle. En 1850, une lanterne provisoire avait été installée sur l'une des tours en attendant la construction du phare.
C'est une tour carrée en pierre de 9 m de haut, avec galerie et lanterne, attenante à une maison de gardien d'un étage avec un toit à quatre pentes en ardoise grise La tour est blanche avec des pierres non peintes et la lanterne métallique est argentée. Elle a été construite sur les vestiges d'un mur d'enceinte, face à la mer. Le feu à occultations émet, à 63 m au-dessus du niveau de la mer, une série de 3 éclats blancs par cycle de 15 secondes. De plus, depuis 1944, une sirène de brouillard émet durant les périodes de brume, en Morse, la lettre "L" (.-..) toutes les 30 secondes.
Identifiant : ARLHS : SPA193 ; ES-02550 - Amirauté : D1646 - NGA : 2288.
|          |
| Le phare |

|                      |
| Le phare et l'église |